# Abel Pintos
Abel Federico Pintos (né le 11 mai 1984), est un musicien argentin de pop latino. Il commence sa carrière musicale à l'âge de 7 ans, après avoir été entendu par Raúl Lavié lors d'un hommage à José de San Martín organisé dans son école.

## Biographie

### Débuts (1997-2003)
Il est né le 11 mai 1984 dans la ville de Bahía Blanca, province de Buenos Aires, et a grandi dans la ville d'Ingeniero White, plus précisément dans le Barrio Vialidad. Ses parents sont Raúl Pintos et Susana Marini, et ses frères Ariel et Andrés. Il est découvert à l'âge de sept ans par l'acteur et chanteur Raúl Lavié, qui s'est rendu à Bahía Blanca et l'a entendu chanter.
En 1997, il présente son premier album musical, Para cantar he nacido. Le 25 janvier, il se produit sur la scène principale de Cosquín, où il présente son premier album. Il comprend 18 chansons d'auteurs renommés tels que Horacio Banegas, Carlos Carabajal, Peteco Carabajal, entre autres. Le 1er mars 1998, il assiste à la clôture de ce spectacle organisé par la municipalité de la ville de Buenos Aires, partageant la scène avec León Gieco. En 1999, il sort son deuxième album Todos los días un poco et en 2001 son album de treize titres Cosas del corazón.

### Consolidation (depuis 2004)

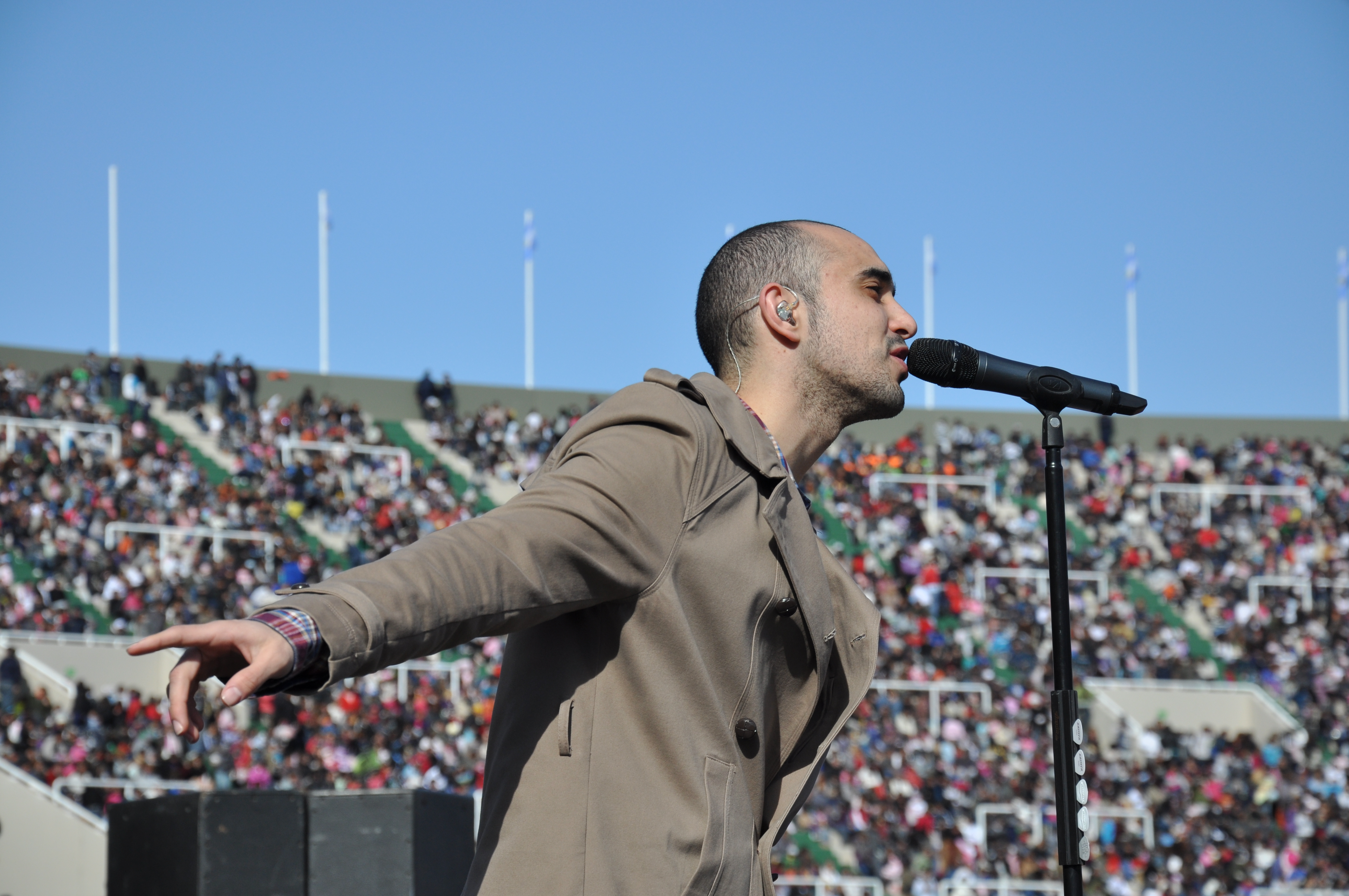
Abel Pintos, le 21 août 2011.

En 2004, il sort Sentidos, le quatrième album de sa carrière et le premier pour BMG Music. L'album se compose de 12 chansons, dont 11 sont de lui et une d'Elpidio Herrera, et comprend un duo avec Teresa Parodi de Corrientes. La première chanson est Tu voz. En 2006, il retourne en studio pour enregistrer un nouvel album, Reflejo real, dont les paroles et la musique sont celles de ses propres chansons. Il remporte le prix Carlos Gardel du meilleur album d'artiste folk. Le premier morceau s'intitule Quien pudiera. En 2007, il revient avec un nouvel album, La llave, composé de 14 chansons. Trois ans plus tard, il sort Revolución, un jeu de mots qui donne au titre une double signification.
En juillet 2012, Abel présente Sueño dorado, un CD-DVD qui résume les 15 ans de carrière du musicien. L'année suivante, il reçoit les prix Gardel de l'album de l'année, de la chanson de l'année, du meilleur album d'artiste pop masculin et la plus haute récompense, le Gardel de Oro.
En 2013, il sort un nouvel album intitulé Abel, composé de 13 chansons. Aquí te espero en est le premier titre. La même année, il collabore avec le groupe espagnol La Oreja de Van Gogh. Il collabore ensuite avec Axel sur l'album Tus ojos, mis ojos avec la chanson Somos Uno ; et avec India Martínez sur son dernier album, Dual, où il compile des collaborations déjà enregistrées et d'autres nouvelles, dont la chanson Corazón Hambriento. Pour cet album, il est couronné artiste le plus récompensé aux prix Gardel 2014, en tant que Golden Gardel, meilleur album pop, production de l'année, album de l'année et chanson de l'année. En novembre 2014, il remplit son premier stade de football, celui choisi étant l'Estadio Único dans la ville de La Plata.
Le 2 octobre 2015, après une tournée à l'intérieur du pays et à l'étranger, il sort Único, un CD-DVD, accompagné d'un court documentaire racontant l'histoire de sa carrière artistique à la première personne. En novembre de la même année, Abel invite ses fans à célébrer ses 20 ans de musique en donnant une série de ce qui serait d'abord 16 concerts au Teatro Ópera dans la ville de Buenos Aires. Les 16 et 17 octobre 2017, il célèbre ses 22 ans de carrière lors d'un spectacle au stade Antonio Vespucio Liberti (River), auquel assistent quelque 40 000 spectateurs.

## Discographie

### Albums studio
- 1997 : Para cantar he nacido
- 1999 : Todos los días un poco
- 2001 : Cosas del corazón
- 2004 : Sentidos
- 2005 : Reflejo real
- 2007 : La llave
- 2010 : Revolución
- 2013 : Abel
- 2016 : 11
- 2021 : El amor en mi vida
- 2023 : Alta en el cielo

### Albums live
- 2012 : Sueño dorado
- 2015 : Único
- 2018 : La familia festeja fuerte

## Distinctions
| Prix                  | Année | Catégorie                                              | Nomination/Lauréat                                      | Résultat   | Réf.   |
| --------------------- | ----- | ------------------------------------------------------ | ------------------------------------------------------- | ---------- | ------ |
| Premios Carlos Gardel | 1999  | Artiste révélation                                     | Para cantar he nacido                                   | Nomination | [ 12 ] |
| Premios Carlos Gardel | 2000  | Meilleur artiste de folk                               | Todos los días un poco                                  | Nomination | [ 13 ] |
| Premios Carlos Gardel | 2002  | Meilleur artiste de folk                               | Cosas del corazón                                       | Nomination | [ 14 ] |
| Premios Carlos Gardel | 2005  | Meilleur album d'artiste /groupe de folk nuevas formas | Sentidos                                                | Lauréat    | [ 14 ] |
| Premios Carlos Gardel | 2006  | Meilleur album d'artiste /groupe de folk nuevas formas | Reflejo real                                            | Lauréat    | [ 15 ] |
| Premios Carlos Gardel | 2008  | Meilleur album de folk alternatif                      | La llave                                                | Lauréat    | [ 16 ] |
| Premios Carlos Gardel | 2011  | Meilleur artiste folk                                  | Revolución                                              | Lauréat    | [ 17 ] |
| Premios Carlos Gardel | 2011  | Meilleur couverture                                    | Revolución                                              | Nomination | [ 17 ] |
| Premios Carlos Gardel | 2011  | Ingénieur-son                                          | Revolución                                              | Nomination | [ 17 ] |
| Premios Carlos Gardel | 2011  | Production de l'année                                  | Revolución                                              | Nomination | [ 17 ] |
| Premios Carlos Gardel | 2011  | Album de l'année                                       | Revolución                                              | Nomination | [ 17 ] |
| Premios Carlos Gardel | 2011  | Chanson de l'année                                     | Revolución                                              | Nomination | [ 17 ] |
| Premios Carlos Gardel | 2013  | Meilleur album d'un artiste pop                        | Sueño dorado                                            | Lauréat    | ,      |
| Premios Carlos Gardel | 2013  | Production de l'année                                  | Sueño dorado                                            | Nomination | ,      |
| Premios Carlos Gardel | 2013  | Album de l'année                                       | Sueño dorado                                            | Lauréat    | ,      |
| Premios Carlos Gardel | 2013  | Meilleur DVD                                           | Sueño dorado                                            | Nomination | ,      |
| Premios Carlos Gardel | 2013  | Chanson de l'année                                     | Sueño dorado                                            | Lauréat    | ,      |
| Premios Carlos Gardel | 2014  | Meilleur artiste de pop                                | Abel                                                    | Lauréat    | [ 20 ] |
| Premios Carlos Gardel | 2014  | Production de l'année                                  | Abel                                                    | Lauréat    | [ 20 ] |
| Premios Carlos Gardel | 2014  | Album de l'année                                       | Abel                                                    | Lauréat    | [ 20 ] |
| Premios Carlos Gardel | 2014  | Chanson de l'année                                     | Aquí te espero                                          | Lauréat    | [ 20 ] |
| Premios Carlos Gardel | 2016  | Meilleur artiste de pop                                | Único                                                   | Lauréat    | ,      |
| Premios Carlos Gardel | 2016  | Production de l'année                                  | Único                                                   | Lauréat    | ,      |
| Premios Carlos Gardel | 2016  | Meilleur DVD                                           | Único                                                   | Nomination | ,      |
| Premios Carlos Gardel | 2017  | Meilleur artiste de pop                                | 11                                                      | Lauréat    | ,      |
| Premios Carlos Gardel | 2017  | Meilleure couverture                                   | 11                                                      | Nomination | ,      |
| Premios Carlos Gardel | 2017  | Production de l'année                                  | 11                                                      | Nomination | ,      |
| Premios Carlos Gardel | 2017  | Ingénieur-son                                          | 11                                                      | Nomination | ,      |
| Premios Carlos Gardel | 2017  | Album de l'année                                       | 11                                                      | Lauréat    | ,      |
| Premios Carlos Gardel | 2017  | Chanson de l'année                                     | Cómo te extraño                                         | Lauréat    | ,      |
| Premios Carlos Gardel | 2017  | Meilleur clip                                          | Pájaro cantor                                           | Nomination | ,      |
| Premios Carlos Gardel | 2019  | Meilleur chanson en duo / collaboration                | Amor ausente (avec Eruca Sativa)                        | Lauréat    | [ 25 ] |
| Premios Carlos Gardel | 2019  | Meilleur long clip                                     | La familia festeja fuerte (En vivo Estadio River Plate) | Nomination | [ 25 ] |
| Premios Carlos Gardel | 2019  | Meilleur artiste de pop                                | La familia festeja fuerte (En vivo Estadio River Plate) | Lauréat    | [ 25 ] |
| Premios Carlos Gardel | 2020  | Chanson de l'année                                     | Cien años                                               | Nomination | [ 26 ] |
| Premios Carlos Gardel | 2020  | Meilleur chanson en duo / collaboration                | Te estás enamorando de mi (avec Los Tipitos)            | Nomination | [ 26 ] |
| Premios Carlos Gardel | 2021  | Chanson de l'année                                     | Piedra libre                                            | Nomination | [ 27 ] |
| Premios Carlos Gardel | 2022  | Album de l'année                                       | El amor en mi vida                                      | Nomination | [ 28 ] |
| Premios Carlos Gardel | 2022  | Ingénieur-son                                          | El amor en mi vida                                      | Nomination | [ 28 ] |
| Premios Carlos Gardel | 2022  | Production de l'année                                  | El amor en mi vida                                      | Nomination | [ 28 ] |
| Premios Carlos Gardel | 2022  | Meilleur album d'un artiste pop                        | El amor en mi vida                                      | Lauréat    | [ 28 ] |
| Premios Carlos Gardel | 2022  | Chanson de l'année                                     | De mí, contigo (avec Camila)                            | Nomination | [ 28 ] |
| Premios Carlos Gardel | 2022  | Meilleure chanson de pop                               | De mí, contigo (avec Camila)                            | Nomination | [ 28 ] |